# Louisa Lane Drew
Louisa Lane Drew, född 1820, död 1897, var en amerikansk skådespelare och teaterdirektör, ofta känd under sitt scennamn Mrs. John Drew. Hon var direktör för Arch Street Theatre i Philadelphia från 1860. Hon var gift med John Drew och stammoder för skådespelarfamiljen Barrymore.